# Robert Cornelius

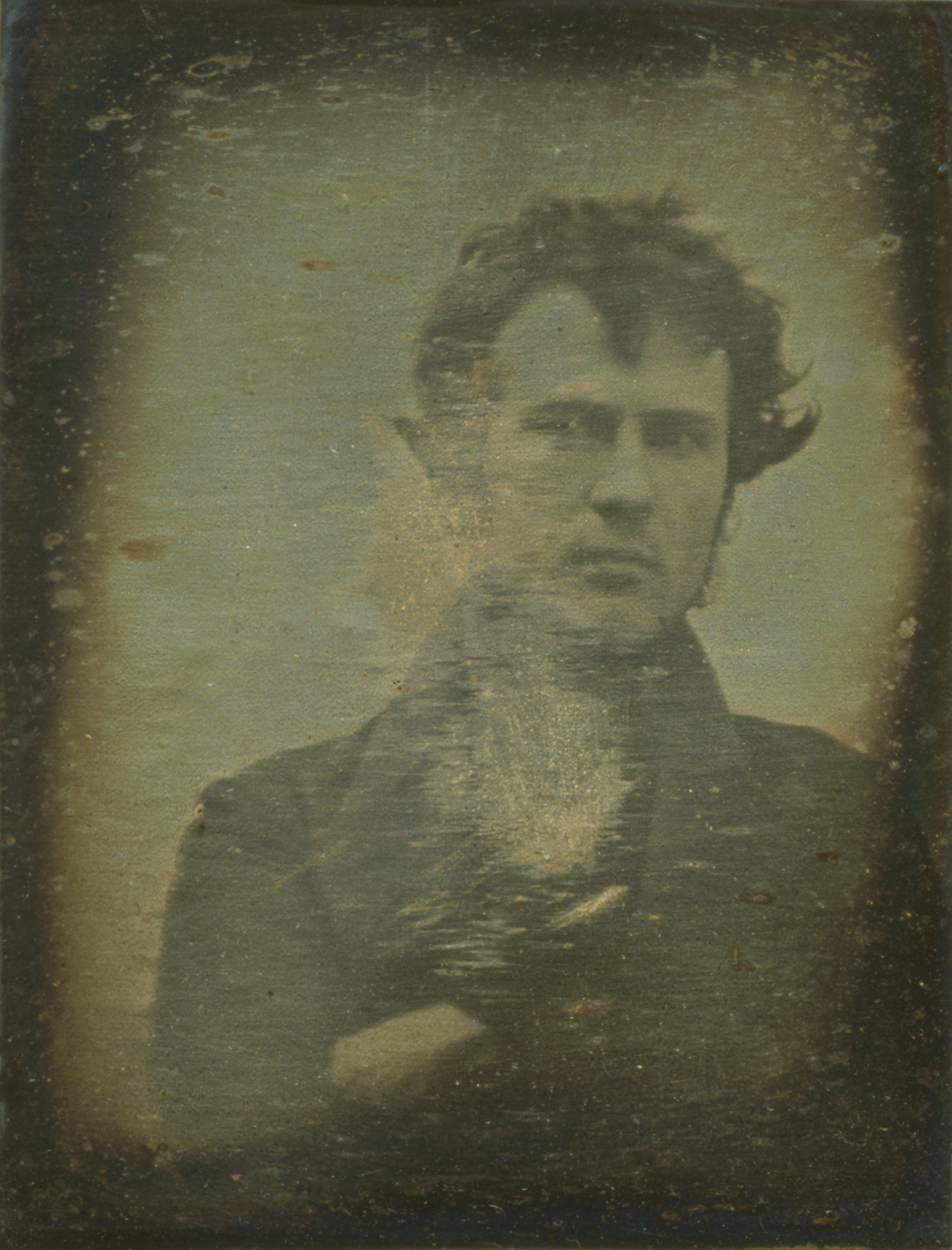
Het bewuste zelfportret uit 1839.

Robert Hinnieser Cornelius (Philadelphia (Pennsylvania), 1 maart 1809 - 10 augustus 1893) was een Amerikaans pionier in de fotografie.
Cornelius werd geboren als zoon van Christian Cornelius, een Nederlandse immigrant. Hij ging naar een privéschool en ontwikkelde een bijzondere belangstelling voor de scheikunde. In 1831 ging hij in dienst bij zijn vader, die metalen polijstte en verzilverde. Cornelius blonk uit in zijn werk, waardoor hij kort daarna door de Amerikaanse uitvinder Joseph Saxton werd gevraagd om een zilveren, gepolijste plaat te produceren voor zijn daguerreotypie aan de Central High School in Philadelphia.
Met zijn kennis in de scheikunde en metallurgie poogde Cornelius de daguerreotypie te verbeteren. Hij kreeg hierbij de medewerking van de scheikundige Paul Beck Goddard. Waarschijnlijk in oktober 1839 nam hij, in navolging van zijn aanpassingen, een foto van zichzelf. Deze foto zou buiten de winkel van zijn vader zijn genomen en toont Cornelius met gekruiste armen en een warrig kapsel. Deze daguerreotypie is mogelijk een van de oudste foto's van een mens.
Op de achterkant van het origineel staat The first light picture ever taken (De eerste 
lichtfoto ooit gemaakt). Ten onrechte werd 
ze lange tijd beschouwd als het eerste fotozelfportret, want dat werd al in maart 1839 gemaakt door Hippolyte Bayard.
Cornelius zou tussen 1841 en 1843 twee van de eerste fotostudio's in de Verenigde Staten openen. De populariteit van de fotografie groeide echter gestaag, waardoor steeds meer fotografen een eigen studio openden. Mogelijk verloor Cornelius daardoor zijn belangstelling in de fotografie of besefte hij dat het werken in het gas- en lichtbedrijf van zijn familie winstgevender zou zijn. 
Robert Cornelius overleed op 10 augustus 1893 op 84-jarige leeftijd.
- Gemeinsame Normdatei: 129480673
- International Standard Name Identifier: 0000 0000 6682 3457
- Library of Congress Control Number: n83004857
- Nederlandse Thesaurus van Auteursnamen: 158119622
- PIC: 298460
- RKD-Nederlands Instituut voor Kunstgeschiedenis: 385648
- SNAC: w6xr3dd8
- Système universitaire de documentation: 198484615
- Union List of Artist Names: 500076789
- Virtual International Authority File: 42918389
- WorldCat: E39PBJtCDJV4xpTVf4CdJTvvHC

1. ↑  https://onthisdateinphotography.com/2019/03/17/march-17-indignation/